# Bernhard Joachim Hagen
Bernhard Joachim Hagen, auch Joachim Bernhard Hagen (* April 1720 bei Hamburg (?); † 9. Dezember 1787 in Ansbach) war ein deutscher Komponist, Violinist und Lautenist.

## Leben
Über Hagens Jugend ist wenig bekannt, doch wuchs er offensichtlich in einer musikalischen Familie auf. Sein Bruder Peter Albrecht (van) Hagen (1714–1777) studierte bei Francesco Geminiani Geige, lernte das Lauten- und Orgelspiel und war in Rotterdam Organist.
Bernhard Joachim Hagen muss schon in früher Jugend Laute und Violine gelernt haben, denn er wurde bereits 1737 als Assistent des Bayreuther Geigenvirtuosen und Kapellmeisters Johann Pfeiffer angestellt, später offiziell als Violinist am Hof. Er behielt diese Position am Bayreuther und seit 1769 am Ansbacher Hof bis zu seinem Tod. Adam Falckenhagen und Paul Charles Durant, die unter Wilhelmine von Bayreuth ebenfalls an den Bayreuther Hof berufen wurden, könnten ihn im Lautenspiel weiter unterrichtet haben.
Hagen heiratete 1745 die Bayreutherin Anna Fikentscher († 22. Mai 1789 in Ansbach). In den Jahren 1760 und 1761 besuchte er seinen Bruder in Rotterdam und gab dort von November bis März fünf Konzerte.

## Werk und Wirkung
Obwohl Hagen als Violinist am Bayreuther Hof angestellt war, waren sein virtuoses Lautenspiel wie auch seine Kompositionen für Laute weithin bekannt und geschätzt. Er gilt als der bedeutendste Komponist für dieses Instrument der Ära nach Weiss, bedeutender jedenfalls als seine beiden Lehrer Falckenhagen und Durant. Farstadt beschreibt seinen galanten Stil der vorklassischen Zeit als geprägt von der aufkommenden Empfindsamkeit und der beginnenden Sturm-und-Drang-Periode.
Dank des Engagements der Markgräfin Wilhelmine erlebte die Lautenmusik im 18. Jahrhundert ihre letzte Blüte bis zu ihrer Wiederentdeckung im 20. Jahrhundert. Instrumentalisten unserer Zeit wie Farstadt und Barto sehen in Hagens Schaffen eine große Bereicherung für die Laute: Die hohe Qualität seiner Lautenstücke werfe nicht nur Fragen nach der Interpretation in der damaligen Zeit auf, gleichzeitig sei sein Stil „extrovertiert und virtuos, süß und elegant“. Seine Werke heute zu spielen, setze nicht nur ein gutes Instrument voraus, sondern auch ein hohes Maß an technischer Virtuosität.

## Kompositionen
Sämtliche 33 bekannten Kompositionen von Bernhard Joachim Hagen liegen in der Staats- und Stadtbibliothek Augsburg als großes Tabulaturmanuskript im Faszikel III Tonkunst, wie folgt:
- 12 Sonaten für Laute solo
- 6 Trios für Laute, Violine und Violoncello
- 2 Lautenkonzerte
- 1 Duo für zwei Lauten
- 1 Duo für Laute und Violine
- Zahlreiche Lautenarrangements von Kompositionen von Geminiani, Locatelli, Arne und anderen.
- Solo für Violine und Basso in der Flotow-Sammlung Bayreuth (Stadtarchiv), eingespielt auf CD Bayreuther Hof Musique.

Als Faksimile-Ausgaben wurden durch den Herausgeber Joachim Domning die Solowerke und Duo c-moll (1983) und die Kammermusik (1984) wieder zugänglich gemacht, beide verlegt in zwei Bänden im Hamburger Joachim Trekel Musikverlag.
Eingespielt auf CD durch den Barocklautenisten Robert Barto liegen neben anderen vor:
- Joachim Bernhard Hagen, Solo Works for Lute: Five Sonatas, Locatelli Variations (Naxos 8.554200)
- Bernhard Joachim Hagen, Sonate à Liuto solo (Symphonia Sy98164)
- Hagen: The Augsburg Manuscript Music for lute (Pan Classics PC10267)

Einige seiner Werke, die 1769 im Breitkopf-Katalog aufgeführt wurden, gelten als verschollen.